# Katie O’Brien
Katie Jill O’Brien (Beverley, 1986. május 2. –) brit teniszezőnő. Profi pályafutását 2004-ben kezdte, esorán három egyéni és két páros ITF-tornát nyert meg. Legjobb világranglistán elfoglalt eredménye száznegyedik volt, ezt 2008 júniusában érte el.

## Eredményei Grand Slam-tornákon

### Egyéniben
| Torna           | 2009   | 2008   | 2007   | 2006   | 2005   | 2004   |
| --------------- | ------ | ------ | ------ | ------ | ------ | ------ |
| Australian Open | 1. kör | -      | -      | -      | -      | -      |
| Roland Garros   |        | -      | -      | -      | -      | -      |
| Wimbledon       |        | 1. kör | 2. kör | 1. kör | 1. kör | 1. kör |
| US Open         |        | -      | -      | -      | -      | -      |

## Év végi világranglista-helyezései
| Év       | 2002 | 2003 | 2004 | 2005 | 2006 | 2007 | 2008 |
| Helyezés | 693. | 742. | 401. | 263. | 193. | 134. | 154. |

## Külső hivatkozások
- Katie O’Brien profilja a WTA oldalán (angolul)